# The Press Democrat
The Press Democrat è il quotidiano più diffuso nel nord della California ed è pubblicato a Santa Rosa, California.
Fu fondato nel 1897 da Ernest L. Finley che riunì il suo Evening Press al quotidiano di Thomas Thompson Sonoma Democrat (originariamente creato come giornale del Partito Democratico). Finley comprò anche il Santa Rosa Republican nel 1927 e lo fuse con il Press Democrat nel 1948. 
Attualmente esso è proprietà del The New York Times Company, che comprò il giornale dalla famiglia Finley nel 1985, così come acquistò il  North Bay Business Journal, e il Petaluma Argus-Courier.
Il giornale ricevette il 2004 George Polk Award per il Regional Reporting premio consegnato annualmente dalla Long Island University per premiare i contributi all'integrità giornalistica e al reportage investigativo.

## Storia
Ernest L. Finley, sua moglie Ruth, la figlia Ruth, e il genero Evert Person furono proprietari ed editori di "Press Democrat" dal 1897 al 1985. Evert e Ruth Finley Person vendettero il giornale al the New York Times Company nel 1985. La NYT Company possiede anche il Petaluma Argus Courier, e recentemente ha acquistato il North Bay Business Journal.